# Big One
The Big One ("quello grosso", come viene chiamato negli USA) è il nome giornalisticamente dato a un ipotetico terremoto che dovrebbe colpire la California, come conseguenza dell'elevato accumulo di energia nella faglia di Sant'Andrea che attraversa lo Stato americano per circa 1200 km, trovandosi questa tra la placca nordamericana e la placca pacifica scorrenti in senso opposto, risultando tra i più potenti e distruttivi sismi mai verificatisi negli Stati Uniti, con una magnitudo stimata superiore all’ottavo grado Richter, mettendo in pericolo molte città tra cui San Francisco e Los Angeles.

## Studi e previsioni
La California, a causa della sua posizione sopra la faglia di Sant'Andrea, è soggetta a frequenti terremoti anche di forte intensità. Ciò è dovuto ai continui slittamenti tra le due placche tra le quali la faglia si trova, che frenati dall'attrito delle rocce causano un grande accumulo di energia; quando questa supera l'attrito delle rocce viene liberata sotto forma di forti scosse sismiche che possono raggiungere la superficie. Sono invece meno frequenti terremoti di grande intensità, cioè di magnitudo pari o superiore al 7° della scala Richter. Ne sono esempi recenti il terremoto di Fort Tejon (avvenuto poco a sud di Parkfield) nel 1857, di magnitudo 8, e il terremoto di San Francisco, nel 1906, di magnitudo 8,3. I più recenti terremoti di grande intensità che si sono verificati lungo la faglia sono localizzati nel segmento settentrionale e nel segmento centrale. Nel segmento meridionale invece non si verificano terremoti di intensità maggiore del 7° della scala Richter da quasi 300 anni. Ed è proprio in questa zona che è previsto l'arrivo del Big One.
Uno studio del geofisico Yuri Fialko, dello Scripps Institute of Oceanography a La Jolla, CA (Usa) ha dimostrato che la faglia di Sant'Andrea ha accumulato nel corso di questi anni un'energia sufficiente a scatenare il prossimo Big One, un terremoto simile ai grandi terremoti del passato, di magnitudo 7-8 o anche superiore. Questo studio afferma anche che il rischio più alto sarebbe per la zona meridionale della faglia. Infatti per trovare tracce di un grande sisma avvenuto nella California meridionale bisogna risalire al 1680. Per questo motivo l'energia che si è accumulata in questo tratto è talmente elevata da accrescere la probabilità dell'arrivo di un imminente e violento terremoto.
L'energia che si è accumulata a causa dello slittamento delle placche avrebbe dovuto causare negli ultimi 250 anni un movimento complessivo di circa 7 metri lungo il segmento meridionale della faglia. Se questo fosse accaduto l'energia avrebbe potuto liberarsi a piccole dosi attraverso terremoti di intensità minore. Dato che ciò non è accaduto e che questa pressione non può essere accumulata all'infinito, c'è da aspettarsi che quando l'energia verrà liberata tutta di colpo sarà devastante.
Le previsioni su quando effettivamente ciò avverrà non possono essere fatte con certezza. I ricercatori, nel 2005, affermarono però che un terremoto di intensità 6,5-7° della Scala Richter, pari a quello che colpì Los Angeles nel 1994, o più grande, avrebbe colpito entro i successivi 30 anni con una probabilità del 99%. La probabilità che questo terremoto sia catastrofico, cioè che abbia intensità superiore a 8° della Scala Richter (bisogna considerare che la Scala Richter è logaritmica, quindi un terremoto 7,7 è 31,6 volte più intenso di uno 6,7) è invece del 46%. In particolare la probabilità che il Big One colpisca di nuovo Los Angeles è del 67%, che colpisca invece San Francisco del 63%.

### Possibili effetti
Dallo stesso studio, Yuri Fialko ha stimato che il grande terremoto di San Francisco fece scivolare la faglia di circa 6,4 metri. Ecco perché si teme che il Big One possa essere il più grande terremoto mai registrato dall'uomo.
Se il Big One colpisse l'area indicata con maggiore probabilità dagli studi, e con intensità maggiore di 6,7°, potrebbe distruggere Palm Springs e molte città nelle regioni di San Bernardino e Riverside, in California. Gli effetti potrebbero essere molto gravi per tutta la California meridionale, incluse le grandi metropoli e le aree molto popolate di Los Angeles, Orange County, San Diego e Tijuana.
Nell'immaginario popolare si pensa al Big One come al terremoto in grado di separare la California dal continente: tuttavia questo scenario, presentato nel romanzo Last Days of the Late, Great State of California, è del tutto implausibile, dato che la faglia di San Andreas è del tipo trascorrente.

### Studi di prevenzione
Gli studiosi affermano che con le tecnologie al momento disponibili non è ancora possibile prevedere con esattezza quando avverrà un sisma in una certa zona, anche se è possibile stabilire all'incirca dove accadrà. Questo è possibile basandosi sullo studio delle zone della Terra più a rischio, cioè le numerose faglie presenti lungo tutta la crosta terrestre, per esempio la Faglia di Sant'Andrea, e sul calcolo dell'energia accumulata nel sottosuolo di queste aree. Ci sono però alcuni fattori che si possono considerare come segni premonitori, come accade già per lo studio di altri fenomeni, come le eruzioni vulcaniche.
Un terremoto nasce da una frattura che si propaga nelle rocce del sottosuolo, quando l'energia di deformazione, accumulata per anni, supera la resistenza delle rocce. Prima che la frattura si propaghi fino alla superficie, questa altera alcune proprietà delle rocce, oppure può provocare fratture minori dalle quali vengono liberati dei gas, come il Radon, o ci possono essere alcune scosse di minore intensità.
Dall'analisi di tutti questi fattori si potrebbe, in teoria, prevedere quando un terremoto è vicino a manifestarsi. Nella pratica, tuttavia, non è così semplice, perché ad esempio le fuoriuscite di gas possono essere provocate da altre cause.
Allo stato attuale delle conoscenze non è possibile realizzare una previsione deterministica dei terremoti che indichi in modo esatto la localizzazione, l'istante e la forza dell'evento. La scienza prevede che un eventuale metodo abbia valore solo se può essere applicato sempre nello stesso modo in una serie di eventi. I grandi terremoti non si verificano spesso, e non è dunque facile capire se ogni volta sono in gioco gli stessi fattori.
Altre previsioni vengono basate sullo studio dell'intervallo temporale dei sismi passati. Questo tipo di previsione fu applicata anche per prevedere l'arrivo di un terremoto a Parkfield, nel tratto centrale della faglia di Sant'Andrea. I sismologi l'avevano predetto, sbagliando, per il 1993, basandosi sull'intervallo temporale dei sismi passati (1857, 1881, 1901, 1922, 1934, 1966), che vedeva prodursi nella zona un terremoto ogni 22 anni. La previsione fu errata ma l'intensità e la zona dove sarebbe dovuto avvenire fu giusta. Il terremoto, di magnitudo pari a 6,6 gradi secondo la scala Richter, si verificò nel 2004.
Anche per le previsioni del Big One sono in corso molti studi, sia per prevedere con più precisione il momento in cui il terremoto si scatenerà, sia per cercare un modo per limitarne i danni. Yuri Fialko ha studiato la faglia attraverso la strumentazione piazzata direttamente lungo la faglia e basandosi su dati raccolti a partire dal 1985 da due satelliti GPS dell'agenzia spaziale europea, che hanno fornito informazioni sui movimenti del sottosuolo con estrema precisione, permettendogli di metterli in relazione con l'accumulo di energia.
Un altro progetto avviato in California nel 2004 dallo US Geological Survey ha consentito di raggiungere la frattura. L'obiettivo è quello di cercare di fornire invece strumenti per limitare i danni. Questo studio, chiamato San Andreas Fault Observatory at Depth (Osservatorio in profondità della faglia di Sant'Andrea), abbreviato in SAFOD, sta studiando le proprietà delle rocce nel sottosuolo, nelle vicinanze della città di Parkfield. Questa città si trova lungo il segmento centrale della Faglia di Sant'Andrea, ma è una tra le poche zone lungo la faglia che solitamente sono risparmiate da grandi e frequenti terremoti. Proprio per questa stranezza l'area è sede della ricerca.
Le ipotesi formulate sono molte, ma sono tutte basate sul fatto che in quel frammento della frattura ci sarebbe, tra le due placche, una specie di lubrificante che attutisce i movimenti opposti. Il pozzo perforato del progetto SAFOD è arrivato a scavare fino al cuore della faglia, a 3200 metri di profondità e ha portato in superficie i primi campioni di rocce, permettendo di ottenere nuove conoscenze sulla composizione e sulla struttura di quel tratto della faglia. Pare che in questo punto si trovino silicati gelatinosi, talco, acqua e altro. I primi risultati sono stati presentati alla Fondazione Ettore Majorana di Erice, nel corso della Euroconferenza sulla fisica delle rocce e geomeccanica, e potrebbero aiutare a capire dove potrebbero esserci i maggiori rischi lungo tutta la faglia.
Grazie a questi studi e alle moderne tecnologie di laboratorio, sarà possibile riprodurre le forze agenti sul materiale rappresentativo di faglia e determinarne l'attrito e le proprietà fisico-chimiche delle sue rocce. Inoltre, sarà possibile misurare direttamente nel cuore della faglia le forze agenti e le interazioni tra i fluidi in pressione che si trovano in profondità.